# شیرینی بهشتی
شیرینی بهشتی یا شیرینی کرکی یکی از انواع شیرینی‌های سنتی ایرانی است. در این نوع شیرینی آرد، روغن آب کرده، شکر بکار می‌رود.